# Arcediano
Arcediano település Spanyolországban, Salamanca tartományban. Arcediano Negrilla de Palencia, Tardáguila, Aldeanueva de Figueroa és La Vellés községekkel határos. Lakosainak száma 96 fő (2024).

## Népesség
A település népessége az elmúlt években az alábbi módon változott:
| Lakosok száma | 119  | 106  | 96   | 92   | 107  | 110  | 103  | 107  | 97   | 96   |
|               | 2001 | 2004 | 2007 | 2009 | 2012 | 2014 | 2017 | 2019 | 2022 | 2024 |